# Глухая Зеленина улица
Глуха́я Зеле́нина улица — улица в Петроградском районе Санкт-Петербурга. Проходит от Малой Зелениной до Большой Зелениной улицы.

## История
С 1798 года носил название Поперечная улица, связано с расположением проезда относительно близлежащих улиц. С 1828 года — Зелейный переулок, с 1836 года — Глухая Зелейная улица, название дано по Большой Зелениной улице, которая, в свою очередь, была названа по Зелейной слободе, в которой жили рабочие Зелейного (порохового) завода, находившегося в западной части Аптекарского острова.
Современное название Глухая Зеленина улица известно с 1849 года, возникло в результате трансформации предыдущего названия. До 1868 года существовал также вариант Глухой Зеленин переулок.

## Достопримечательности
- Школа № 25 (адрес: Большая Зеленина улица, д. 30)